# Miodowa (Płock)
Miodowa – jedno z osiedli Płocka.
Znajduje się tu kościół parafii pw. Ducha Świętego.
Uchwałą nr 489/XXVIII/2017 z dnia 31 stycznia 2017 r. zmieniono nazwę Osiedla „Dobrzyńska” na Osiedle „Miodowa”.
- aktualna powierzchnia: 0,79 km²
- liczba mieszkańców: 8 637[2]

## Komunikacja
- ul. Gałczyńskiego – dojazd autobusami linii: 3, 4, 22, 24, 32, N1
- ul. Miodowa – dojazd autobusami linii: 0, 2, 10, 19, 26, 32, N1

## Ludność
| Rok     | 2000   | 2004   | 2005   | 2009   | 2021  |
| Ludność | 10 819 | 11 530 | 11 330 | 10 402 | 8 637 |